# Contes orphelins des Mille et une nuits
Les Contes (ou Histoires) dites orphelins sont un groupe d'histoires de la traduction des Mille et Une Nuits d'Antoine Galland, qui lui furent transmises par le maronite syrien Hanna Dyâb d'Alep lors de sa visite à Paris en 1709. Il s'agit de récits dont aucune version originale arabe n'a été retrouvée en rapport avec le corpus des Mille et Une Nuits avant Galland.

## Origine de l'expression
Le terme « Histoires orphelines » a été inventé par Mia Gerhardt (1963 : 12-14) sur la base des informations contenues dans l' Encyclopédie des Mille et Une Nuits (abréviation ANE ). Richard Burton a appelé ces histoires les « histoires gallandiennes » et les a traduites dans le troisième volume de ses Nuits supplémentaires.

Dans cette Encyclopédie compilée par Ulrich Marzolph, Richard van Leeuwen et Hassan Wassouf, il est dit ce qui suit à propos des « Histoires orphelines » :

« The tales were communicated to Galland by the Syrian Maronite Hannâ Diyâb, who either told him the stories or gave them to Galland in writing; besides Galland’s notes, no written data concerning the process of transmission are preserved. Accordingly, it remains a matter of speculation to what extent Galland himself wrote up parts of the stories, both in wording and content.

Soit en français :

Les récits furent transmis à Galland par le maronite syrien Hannâ Diyâb, qui les lui raconta ou les lui transmit par écrit ; hormis les notes de Galland, aucune donnée écrite concernant le processus de transmission n'a été conservée. Par conséquent, la mesure dans laquelle Galland a lui-même rédigé certaines parties de ces récits, tant sur le plan du texte que du contenu, reste sujette à spéculation. »

Certains de ces ajouts sont paradoxalement devenus les histoires les plus célèbres des Mille et Une Nuits, comme Aladin ou la Lampe merveilleuse et Ali Baba et les Quarante Voleurs.

## Liste des contes
Les Histoires orphelines furent publiées entre 1712 et 1717 dans les volumes neuf à douze de la traduction de Galland. Leurs titres sont (avec leur numéro reprenant le système de numérotation de l'ANE):
- Histoire d’Aladdin, ou la Lampe merveilleuse (ANE 346) ;
- Les aventures du calife Haroun Alraschild (ANE 349) ;
- Histoire de l’aveugle Baba-Abdalla (ANE 350) ;
- Histoire de Sidi Nouman (ANE 351) ;
- Histoire de Cogia Hassan Alhabbal (ANE 352) ;
- Histoire d’Ali Baba et de quarante voleurs exterminés par une esclave (voir ANE 353) ;
- Histoire d’Ali Cogia, marchand de Bagdad (ANE 354) ;
- Histoire du prince Ahmed, et de la fée Pari-Banou (ANE 355) ;
- Histoire des deux sœurs jalouses de leur cadette (ANE 356).

## Ajouts de Galland
Galland possédait un manuscrit incomplet des Nuits, dont il débuta pourtant la traduction en 1704. Seulement, une fois le manuscrit entièrement exploité, il manquait de matière ; ses éditeurs le pressèrent, lui réclamant d'autres contes. Comme il le put, il le compléta par d'autres contes. C'est ainsi que, surtout à partir du volume X, il ajouta les récits que lui a communiqué, soit oralement, soit par écrit, son correspondant syrien Hanna Dyâb, qu'il rencontra à Paris en mars 1709 chez le voyageur Paul Lucas.
Ils lui permettront ainsi d'alimenter les quatre derniers tomes de son édition. Mohamed Abdel-Halim, dans sa biographie parue en 1964 Antoine Galland, sa vie et son œuvre, dit à ce sujet : « Hanna aimait conter, Galland aimait écouter ses récits : dès le 25 mars (1709), il note que son ami lui narra « quelques contes arabes fort beaux » et qu'il lui promit de les mettre par écrit. Le 4 mai, au cours d'une visite à Paul Lucas, Hanna entre autres sujets commença probablement « L'histoire d'Aladin », achevée le lendemain (référence au Journal de Galland). Le 6, c'est le « conte arabe d'un cousin et d'une cousine, Camar-eddin et Bedre el-Bodour, qui furent élevez et à la fin mariez ensemble » (sic). À dater de ce jour, Galland note soigneusement, dans son Journal, le résumé des récits de son ami. C'est le cas [...] du « Cheval enchanté » (13 mai), de « La Ville d'or » (15 mai), des « Deux sœurs jalouses de leur cadette » (25 mai), du « Prince Ahmed, et de la fée Pari-Banou » (22 mai), du « Sultan de Samarcande » (23 mai), de l'histoire cadre d'un recueil de contes intitulé les Dix vizirs (27 mai), d'« Ali-Baba » (27 mai également), d'« Ali Cogia, marchand de Bagdad » (28 mai), des « Figues et des cornes » (31 mai) et de « Hassan, fils du vendeur de ptisane » (2 juin). À partir du 7 juin, Galland est trop préoccupé par sa nomination au Collège royale, par les démarches qu'il lui faut faire, par la harangue d'inauguration, et par la version du « Coran » demandée par l'abbé Bignon, pour noter (dans son Journal) autre chose que les détails les concernant ».
Concernant Hanna, Abdel-Halim explique : « Il semble qu'il se soit plutôt inspiré de sources diverses. Le 27 mai, il entretient Galland du recueil intitulé Les Dix vizirs et le « Journal » ne mentionne ses récits que sous le nom de « contes », ou « contes arabes, écrits », ou « racontés », par Hanna. La plupart d'entre eux n'ont pas été retrouvés dans les versions dignes de confiance des Mille et une Nuits. On ne peut les considérer que comme un groupe à part dans la version de Galland, rattachés aux neuf premiers tomes à défaut d'autres contes en attendant l'acquisition d'un manuscrit complet du recueil authentique ».

## Étude
Le grand succès de la traduction de Galland a rendu ces histoires souvent indissociable des Mille et Une Nuits. Les deux plus célèbres de ces histoires, Aladin et Ali Baba, ont été reproduites plus tard dans de faux manuscrits arabes. Selon l'Encyclopédie des Mille et Une Nuits, il s'agissait de prouver que leur texte provenait d'un conte arabe « original ». L’origine de certaines autres histoires du texte de Galland n’a pas non plus été clairement établie.

La découverte accidentelle au Vatican d’un manuscrit arabe contenant les mémoires de la Syrienne Hanna Dyâb a été décrite comme une « sensation mondiale » :

« Vor allem Aladin macht eine erstaunliche Karriere und wird als „berühmteste von Menschen erfundene Geschichte“ gepriesen. Was allerdings kaum jemand weiß: Weder „Aladin und die Wunderlampe“ noch „Sindbad der Seefahrer“ oder „Ali Baba und die vierzig Räuber“ gehören zum ursprünglichen Kanon von „Tausendundeine Nacht“. Jahrhundertelang mühte sich die Wissenschaft vergebens, die Herkunft dieser sogenannten Waisengeschichten zu klären.
Nur durch Zufall wird im Vatikan ein arabisches Manuskript mit den Memoiren des Syrers Hanna Diyab entdeckt. Sein Inhalt ist eine Weltsensation: Mit Diyab ist der wahre Autor der Waisengeschichten gefunden. 1709 war er nach Paris gereist und hatte dem französischen Übersetzer Galland die Geschichten erzählt.

Soit en français :

Aladdin, en particulier, a eu une carrière incroyable et est salué comme « l’histoire la plus célèbre inventée par l’homme ». Ce que peu de gens savent, en revanche, c’est que ni « Aladin et la lampe magique », ni « Sinbad le marin », ni « Ali Baba et les quarante voleurs » n’appartiennent au canon original des « Mille et une nuits ». Pendant des siècles, la science a tenté en vain d’éclaircir l’origine de ces soi-disant histoires d’orphelins.
C'est par hasard qu'un manuscrit arabe contenant les mémoires du Syrien Hanna Diyab a été découvert au Vatican. Son contenu fait sensation dans le monde entier : avec Diyab, le véritable auteur des histoires d'orphelins a été retrouvé. En 1709, il se rendit à Paris et raconta les histoires au traducteur français Galland. »

Les origines de certains des récits les plus célèbres des Mille et Une Nuits, leur narrateur, Hanna Dyâb, leur transformation par l'éditeur Galland et leur réception au XXe siècle sont autant de sujets de recherche qui ont reçu beaucoup d’attention ces dernières années.

## littérature
- Antoine Galland : Les mille et une nuits : contes arabes . 12 volumes. Paris 1704–1717.
- Ulrich Marzolph, Richard van Leeuwen et Hassan Wassouf : The Arabian Nights Encyclopedia, ABC-Clio, Santa Barbara 2004 (abbr. ANE )
- Mia I. Gerhardt : L'art de raconter des histoires : une étude littéraire des Mille et une nuits. Leyde : Brill 1963.
- Georges May : Les Mille et une Nuits d'Antoine Galland. Paris : Ouf. 1986.
- Hermann Zotenberg. 1887b. « Notice sur quelques manuscrits des Mille et une Nuits et la traduction de Galland. » Notices et extraits des manuscrits de la Bibliothèque Nationale 28 : 167-235.

## Liens Web
- Supplemental Nights Volume 3 (1885) (pour la traduction anglaise Le Livre des Mille Nuits et une Nuit de Richard Francis Burton )
- Concordance ANE